# Willy Köhler (Werbefachmann)
Willy Köhler (* 29. März 1908 in Berlin als Richard Franz Willi Köhler; † 26. November 1979 in Frankfurt am Main) war ein deutscher Werbefachmann, Werbeberater, Werbetexter, Autor und Drehbuchautor.

## Karriere
Willy Köhler war nach dem Zweiten Weltkrieg Mitinhaber des Werbeunternehmens Funkwerbung Köhler & Seng in Berlin-Schöneberg. Dieses war seit 1948 zunächst für die Akquirierung und Zusammenstellung der Radiowerbung des RIAS verantwortlich. Seit 1953 war Köhler & Seng dann für die Werbung des Senders Freies Berlin (SFB) verantwortlich.
Köhler konzipierte und textete jedoch auch selber Radiowerbung. Bekannt wurde in den Nachkriegsjahren seine akustische Umsetzung des von Hubert Strauf entworfenen deutschen Slogans Mach mal Pause – (Trink) Coca-Cola! mit einer Pfeifmelodie für die Rundfunkwerbung. Die Tonfolge ist genau auf den Markennamen Coca-Cola abgestimmt. Daneben textete er Werbeschaltungen, beispielsweise für Lebensmittelproduzenten wie Nescafé. Laut eigener Aussage achtete er hierbei insbesondere auf eine harmonische Eingliederung des gesprochenen Wortes und der gespielten Musik in die laufende Funksendung sowie auf den Gleichklang von Silbenzahl und Musikrhythmus.
In den späten 1950er Jahren übersiedelte Willy Köhler nach Frankfurt am Main. Dort arbeitete er zunächst als Drehbuchautor für die Fernsehserie Nachsitzen für Erwachsene und die Filmreihe Ein schöner Tag in zwanzig Minuten, eine Produktion Rudolf Kaukas für den Hessischen Rundfunk. Hierbei lernte Köhler den damaligen Werbefernsehchef des Hessischen Rundfunks, Siegfried Rabe, kennen. Mit ihm gründete er 1959 eine Film- und Fernsehproduktion und die Werbeagentur Rhein-Main. 1960 erschien im Selbstverlag der beiden Geschäftspartner das Lustspiel Das Neue Jahr. Zudem schrieb er seit den 1960er Jahren für das literarisch-satirische Magazin pardon.
Köhler veröffentlichte Beiträge zum Thema Rundfunkwerbung, wie etwa 1957 das Buch Gesprochene Werbung – Hörbare Visitenkarten und 1970 auch einen Beitrag zur Rundfunkwerbung im Handbuch der Werbung. 1960 war der Werbefachmann mit dem Beitrag Die Werbung und ihr Adressat Teilnehmer des 7. Darmstädter Gesprächs.
In den 1970er Jahren lebte Willy Köhler im Frankfurter Stadtteil Nordend-West, wo er vorwiegend als Werbeberater des Bundes Deutscher Werbeberater (BDW) tätig war. Köhler galt als Fachmann für Rundfunkwerbung und fungierte auch als Dozent von BDW-Seminaren, wie dem über Audiovisuelle Kommunikation, das 1971 in Frankfurt stattfand. Die umfassend schöpferische Zusammenarbeit zwischen Siegfried Rabe und ihm endete mit Köhlers Tod 1979.
Noch 1982 galt Willy Köhler als einer der erfolgreichsten Werbetexter der letzten Jahrzehnte. Bereits 1959 hatte Siegfried Rabe sich über ihn wie folgt geäußert: „Herr Köhler gilt in Fachkreisen als einer der brillantesten Formulierer, die wir überhaupt in Deutschland haben.“

## Werke

### Schriften
- Mit Ernst Dobmann: Der Werbefunk: eine fachliche Auseinandersetzung im Geiste der Verständigung. Bayerischer Werbefunk, München 1950
- Gesprochene Werbung – Hörbare Visitenkarten, Kulturbuch-Verlag, Berlin 1957.
- Das Neue Jahr. Lustspiel in 12 Akten, Verlag Rabe und Köhler, Frankfurt a. M. 1960. [in Kooperation mit Siegfried Rabe]
- Die Werbung und ihr Adressat. In: Der Mensch und seine Meinung, Darmstädter Gespräch Nr. 7, 1960, hrsg. im Auftr. des Magistrats der Stadt Darmstadt und des Komitees Darmstädter Gespräch 1960 von Eugen Kogon und Heinz Winfried Sabais,  Neue Darmstädter Verlags-Anstalt, Darmstadt 1961
- Rundfunkwerbung, in: Karl Christian Behrens (Hrsg.): Handbuch der Werbung, Gabler-Verlag, Wiesbaden 1970, 543–550; eingeschränkte Vorschau in der Google-Buchsuche

### Drehbuch
- Nachsitzen für Erwachsene, Fernsehserie, Hessischer Rundfunk 1958–1960
- Ein schöner Tag in zwanzig Minuten, Fernsehserie, Hessischer Rundfunk 1959–1960
- Kleingeld macht glücklich, Kurzfilm, Hessischer Rundfunk 1960[9]